# Halifax (Nova Scotia)
Halifax (offiziell Halifax Regional Municipality, HRM) ist die Hauptstadt der Provinz Nova Scotia in Kanada. Sie liegt an der Ostküste der Nova-Scotia-Halbinsel am Nordatlantik.
Der urbane Teil der HRM setzt sich aus Halifax, Dartmouth, Bedford und Sackville zusammen und bildet ein einheitliches Stadtgebiet, genannt Halifax Metro. Als wirtschaftliches und kulturelles Zentrum der atlantischen Provinzen gehört Halifax seit dem 1. April 1996 zum Gebiet der Halifax Regional Municipality, die neben Halifax, Bedford, Dartmouth und Sackville auch Cole Harbour, Halifax West, Eastern Shore und weitere Regionen auf einer Fläche von 5490 km² vereint.
In der HRM leben etwa 414.000 Menschen (Stand 2021), was 45 % der Bevölkerung von Nova Scotia und 15 % aller Bewohner der atlantischen Provinzen ausmacht. Somit ist Halifax das größte Bevölkerungszentrum östlich von Québec und nördlich von Boston. Zu Halifax gehört auch die abgelegene Insel Sable Island.

## Geschichte
Zur Geschichte der First Nations in Kanada, die lange vor dem Eintreffen der Europäer auch in der Gegend um das spätere Halifax ansässig waren, siehe z. B. Geschichte Kanadas.
Am 9. Juli 1749 landete Captain General Edward Cornwallis mit etwa 2500 Siedlern auf der sogenannten Chebucto-Halbinsel, um eine befestigte Siedlung als Vorposten für das britische Militär zu errichten. Diese kleine Gemeinde wurde nach Lord Halifax (1716–1771) benannt, dem Präsidenten des Board of Trades.
Ein Jahr später, im Jahr 1750, wurde „Dartmouth“ gegründet, das nach der Stadt Dartmouth in England sowie zur Ehre von Sir William Legge, dem zweiten Grafen von Dartmouth, benannt wurde. 1752 wurde eine Fährverbindung zwischen Halifax und Dartmouth eingerichtet, die heute als „Dartmouth Ferry“ die älteste permanent in Betrieb befindliche Salzwasserfährverbindung in Nordamerika ist.
Trotz vieler Probleme entwickelte sich die Gemeinschaft weiter und wurde zur Geburtsstätte der ersten kanadischen Zeitung, der „Halifax Gazette“ (1752), und des ersten kanadischen Postbüros im Jahre 1755.
Im Jahre 1758 fand die erste Abgeordnetenversammlung statt und noch im selben Jahr begann die Geschichte von Halifax als bedeutende Hafenstadt mit dem Bau der ersten Werft. 1759 war Halifax die Basis für britische Operationen gegen die französische Festung Louisbourg.
Kriege und internationale Konflikte verhalfen Halifax durch militärische Einrichtungen zu Reichtum und Wohlstand. Der Siebenjährige Krieg ist ein erstes Beispiel. Kurz darauf, um 1770, war Halifax im Amerikanischen Unabhängigkeitskrieg wieder Ausgangspunkt und Basis militärischer Operationen zu Land und zu Wasser. Viele Schwarze siedelten in dieser Zeit in Halifax, gefolgt von Jamaikanern, was zu einer starken schwarzen Gemeinschaft führte.
Die Machtschwankungen innerhalb Europas und besonders das mächtige Frankreich mit Napoleon Bonaparte hielten Großbritannien und somit auch Halifax als atlantische Bastion in ständiger Alarmbereitschaft. Im Jahre 1812 war Halifax wieder dabei, sich gegen bevorstehende Angriffe, diesmal der südlichen Nachbarn, zu rüsten.

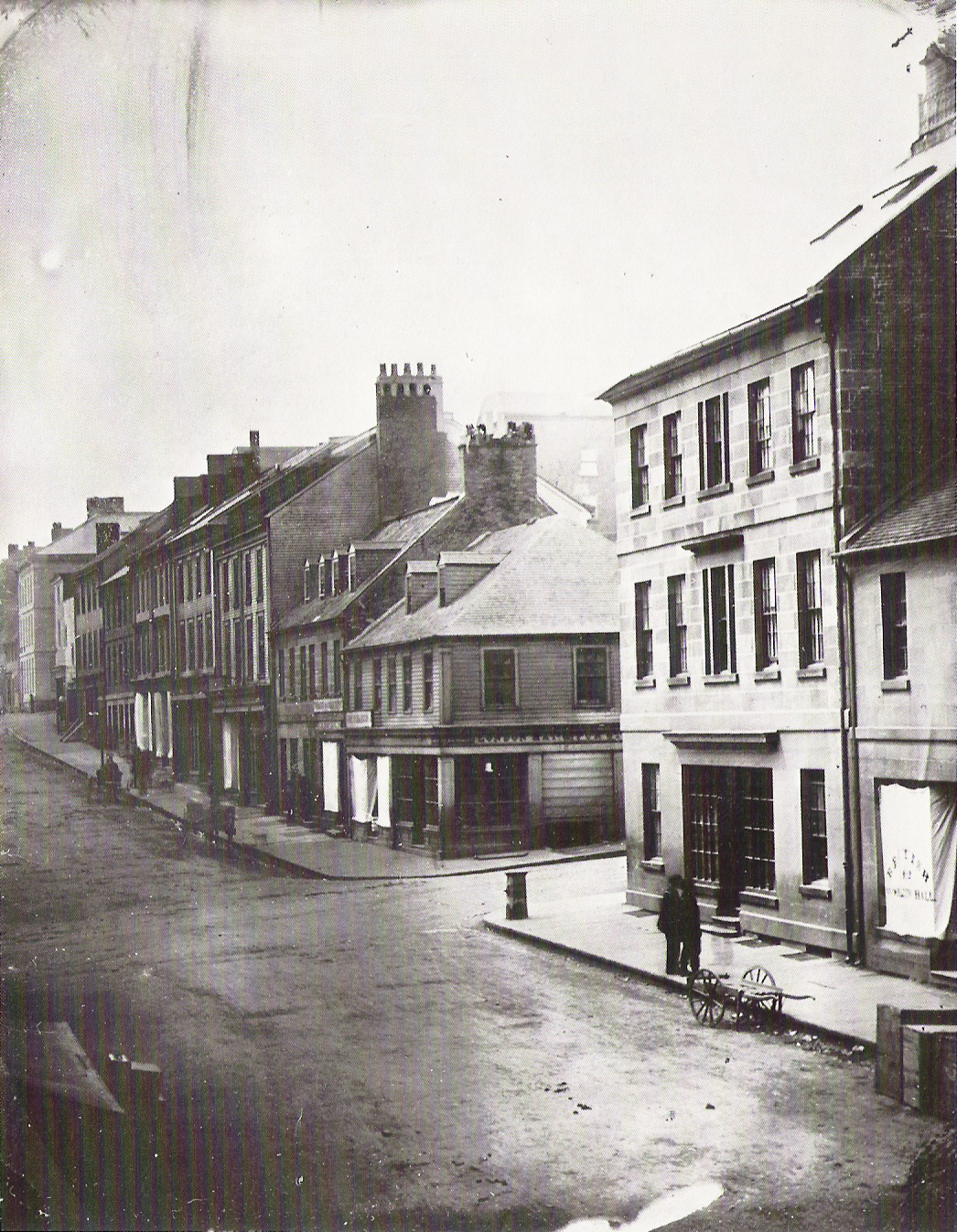
Granville Street, 1854

In den frühen Jahren des 19. Jahrhunderts entwickelte sich Halifax zwischen Frieden und Krieg. In diesen Jahren fanden die folgenden bedeutenden Ereignisse statt:
- die Gründung der „Halifax Insurance Company“ im Jahre 1809
- die Gründung einer der führenden Banken des Landes, der Bank of Nova Scotia 1832
- die erste Überquerung des Atlantiks mit einem dampfbetriebenen Schiff, der Royal William im Jahr 1837
- die Aufnahme des regulären transatlantischen Dampfschiffbetriebs des Cunard-Liners Britannia im Jahre 1840
- die Installation des Telefonsystems im Jahre 1882
- die Eröffnung des Rathauses im Jahre 1890.
- Die Opfer des Untergangs der Titanic wurden 1912 in Halifax bestattet.

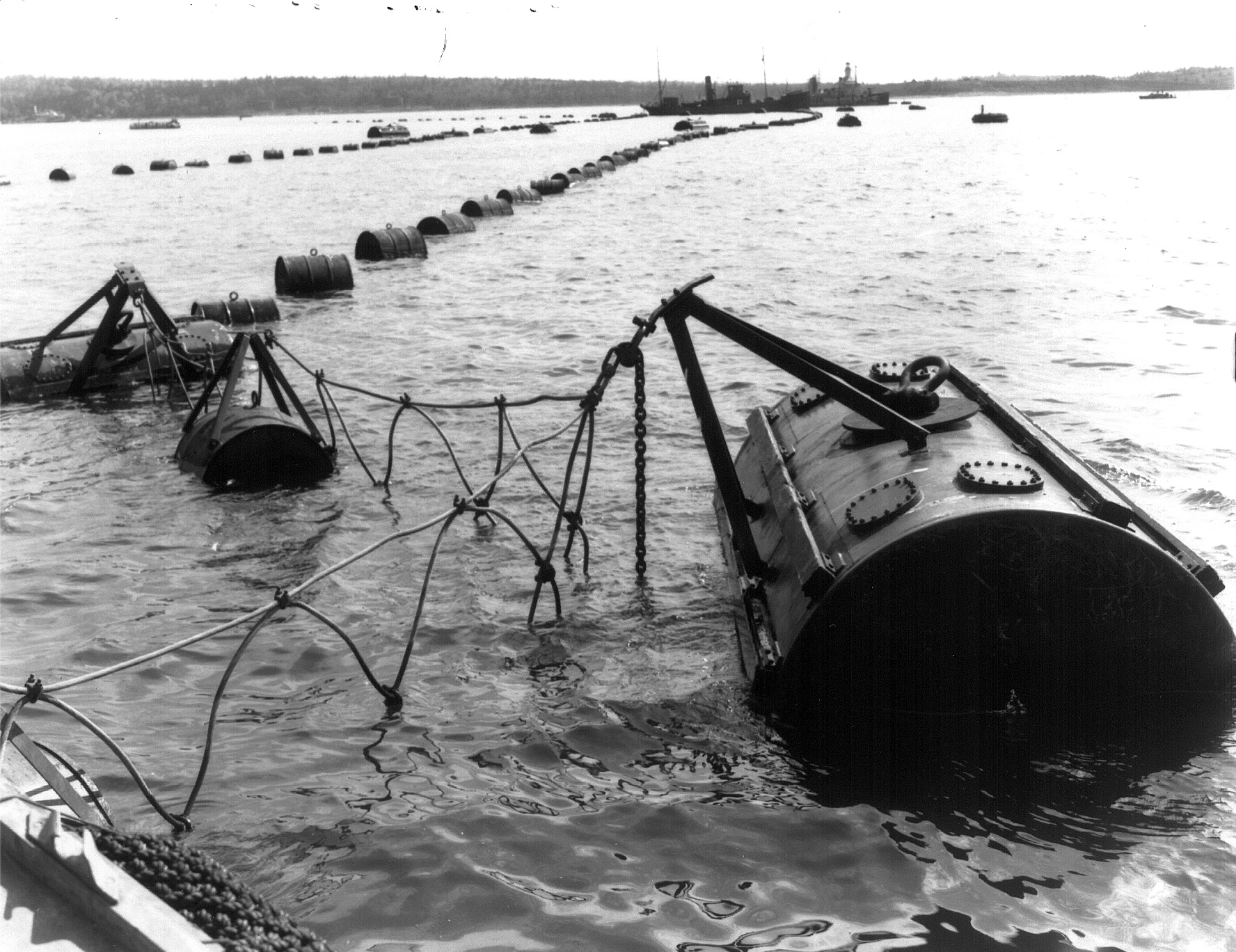
Anti-U-Bootnetz an der Hafeneinfahrt nach Halifax im Mai 1942

Während des Ersten Weltkriegs war Halifax wieder ein Dreh- und Angelpunkt militärischer Operationen und Logistik. Dabei kamen bei der Explosion des französischen Schiffs Mont Blanc, der Halifax-Explosion, die große Teile der Halbinsel verwüstete, im Dezember 1917 mindestens 1946 Menschen ums Leben. Über 2000 blieben vermisst, 9000 wurden verletzt und 25.000 verloren ihr Obdach.
Auch im Zweiten Weltkrieg von 1939 bis 1945 war Halifax ein wichtiger westlicher Anker der transatlantischen Routen für die alliierte Kriegslogistik. Die großen geschützten Gewässer der Bedford-Bucht erlaubten der Royal Navy und der Royal Canadian Navy, zahlreiche große Konvois mit Truppen und Material zusammenzustellen. Die wichtigen HX-Geleitzüge hatten hier ihren Ausgangspunkt. Torpedonetze im Hafen von Halifax verhinderten das Eindringen deutscher U-Boote. Besonders die Zugverbindung und die Lage weit im Osten Kanadas machten Halifax zu einem der wichtigsten nordamerikanischen Häfen in der Atlantikschlacht.
Im Jahre 1925 wurde die transatlantische Telegrafenverbindung nach Halifax hergestellt, und „Trans-Canada Airlines“ startete eine Flugverbindung zwischen Halifax und Vancouver im Jahre 1941. Im Jahre 1960 eröffnete der Halifax International Airport für die nächste Generation von Reisenden.
Vom 15. bis 17. Juni 1995 fand der 21. Gipfel der G7-Staaten in Halifax mit Kanada, den Vereinigten Staaten von Amerika, dem Vereinigten Königreich, Japan, Deutschland, Italien und Frankreich statt. Auch der russische Präsident und der Kommissionspräsident der EU waren vertreten.
Neben dem Gewinn an Ansehen brachte der G7-Gipfel circa 5100 Menschen nach Halifax, darunter 2100 Medienmitarbeiter und Journalisten, 2000 Delegierte und 1000 Sicherheitsbeamte. Es wurden 28 Millionen Dollar an staatlichen und fünf Millionen Dollar an Ländermitteln für den Gipfel veranschlagt.

## Klima
|                        | Jan   | Feb   | Mär   | Apr   | Mai   | Jun  | Jul   | Aug  | Sep   | Okt   | Nov   | Dez   |   |         |
| Mittl. Temperatur (°C) | −6,0  | −5,6  | −1,4  | 4,0   | 9,8   | 15,0 | 18,6  | 18,4 | 14,1  | 8,3   | 3,1   | −2,8  | ⌀ | 6,4     |
| Mittl. Tagesmax. (°C)  | −1,2  | −1,1  | 3,0   | 8,4   | 15,0  | 20,3 | 23,6  | 23,3 | 18,8  | 12,7  | 6,9   | 1,4   | ⌀ | 11      |
| Mittl. Tagesmin. (°C)  | −10,7 | −10,2 | −5,8  | −0,5  | 4,5   | 9,6  | 13,5  | 13,5 | 9,3   | 3,8   | −0,7  | −7,1  | ⌀ | 1,7     |
|                        |       |       |       |       |       |      |       |      |       |       |       |       |   |         |
| Niederschlag (mm)      | 149,2 | 114,4 | 134,5 | 118,3 | 109,7 | 98,3 | 102,2 | 92,7 | 103,6 | 128,7 | 146,0 | 154,8 | Σ | 1.452,4 |
|                        |       |       |       |       |       |      |       |      |       |       |       |       |   |         |
| Regentage (d)          | 19,0  | 15,2  | 15,7  | 14,9  | 14,0  | 12,9 | 12,1  | 10,4 | 10,9  | 12,4  | 15,4  | 18,3  | Σ | 171,2   |

| −10,7 |

| −10,2 |

| −5,8 |

| −0,5 |

| 4,5 |

| 9,6 |

| 13,5 |

| 13,5 |

| 9,3 |

| 3,8 |

| −0,7 |

| −7,1 |

| −10,7 |

| −10,2 |

| −5,8 |

| −0,5 |

| 4,5 |

| 9,6 |

| 13,5 |

| 13,5 |

| 9,3 |

| 3,8 |

| −0,7 |

| −7,1 |

## Wirtschaft und Infrastruktur

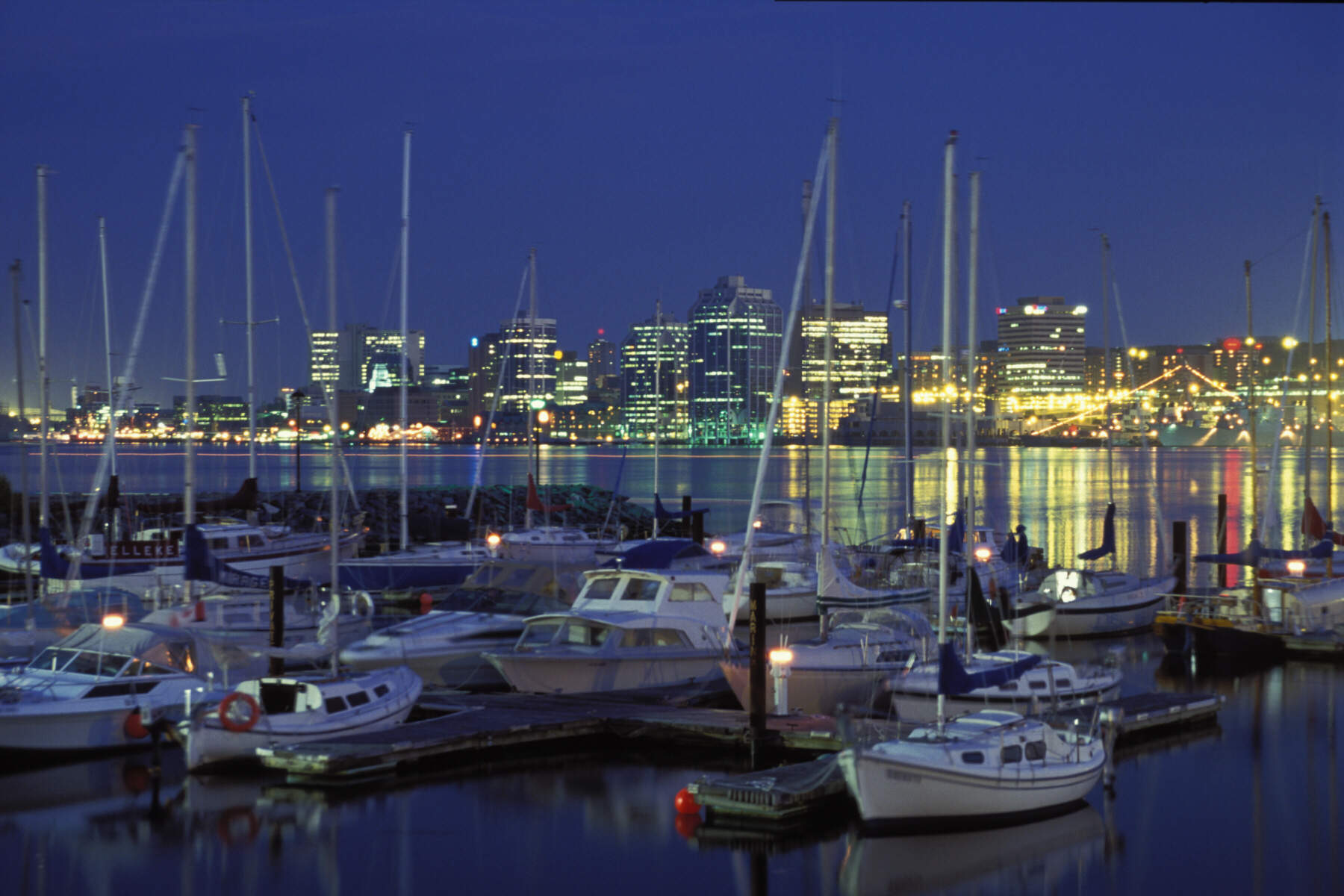
Halifax bei Nacht

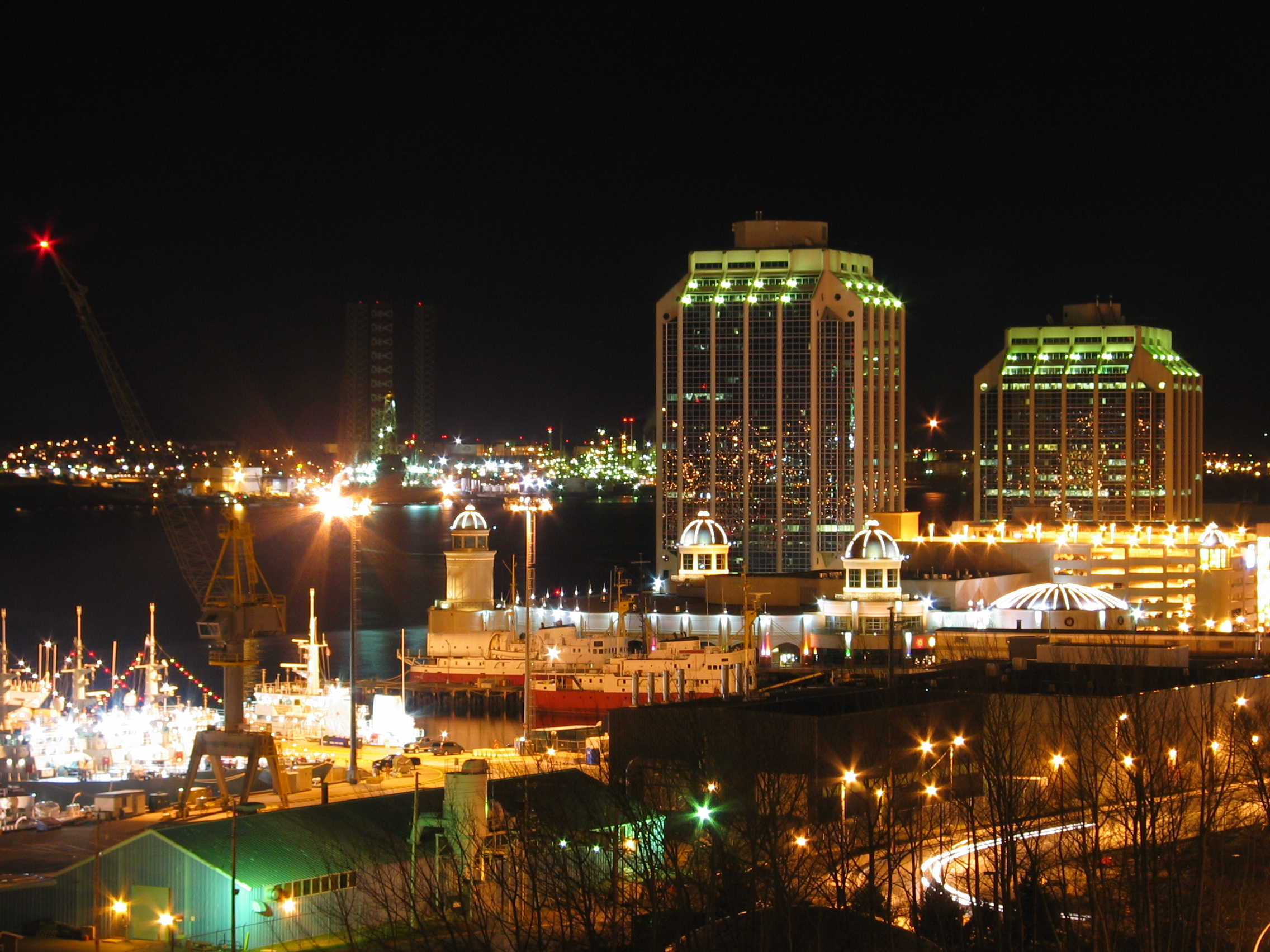
Nachtansicht von Halifax

Halifax besitzt als Basis der Atlantikflotte der kanadischen Marine noch immer eine signifikante militärische Bedeutung und stellt den größten Militärkomplex der kanadischen Marine sowie – nach stationiertem Personal – die größte Militäreinrichtung des Landes dar. Halifax ist ebenfalls die Basis der kanadischen Küstenwache.
Der Hafen Halifax besitzt zwei große Container-Terminals, eine Ölraffinerie sowie weitere Einrichtungen für das Verladen von Autos und anderen Gütern mit direktem Anschluss zur Eisenbahn. Des Weiteren existieren spezialisierte Einrichtungen für die logistische Versorgung von Hochsee-Gas- und Ölförderanlagen nahe Sable Island sowie zur Suche nach Vorkommen von fossilen Brennstoffen vor der Küste Nova Scotias.
Von Bedeutung für den Tourismus sind in den letzten Jahren die Passagiere der in der wärmeren Jahreszeit ankommenden Kreuzfahrtschiffe. Im Jahr 2009 lagen erstmals fünf Kreuzfahrtschiffe gleichzeitig in Halifax vor Anker.
Halifax hat mehrere große Kongresszentren, die für wirtschaftliche und politische Zusammenkünfte genutzt werden. Weitere Wirtschaftsbereiche sind der Fischfang und Landwirtschaft sowie Rohstoffgewinnung und Produktion, daneben Tourismus sowie das Allgemeine Dienstleistungsgewerbe. Größere private Arbeitgeber sind J. D. Irving ein Mischkonzern mit mehreren Standorten in den Atlantikprovinzen. EastLink, ein Telekommunikationsunternehmen, Emera, ein Elektrizitätsversorger, sowie General Dynamics. Air Canada Jazz, eine regionale Tochterairline von Air Canada, die ihren Hauptsitz am Flughafen von Halifax hat. Pratt & Whitney Canada betreibt ein Fertigungswerk für Flugzeugturbinen in Halifax.

### Bildung

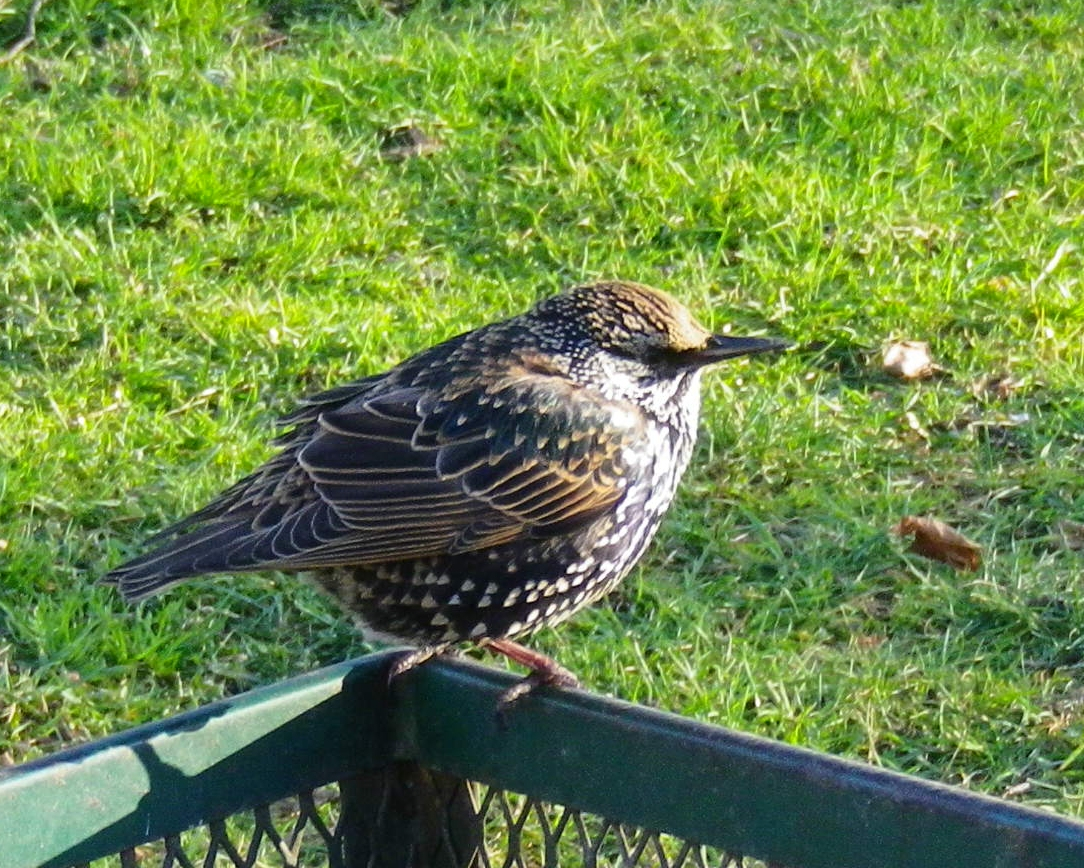
Stare sind im Zentrum von Halifax oft anzutreffen.

Halifax besitzt sechs Hochschulen: Dalhousie University, Saint Mary’s University, Mount Saint Vincent University, University of King’s College, Atlantic School of Theology und Nova Scotia College of Art and Design. Neben diesen sechs Hochschulen unterhält das Nova Scotia Community College weitere drei Bildungseinrichtungen innerhalb des Stadtgebiets.
Neben den Universitäten sind in Halifax auch renommierte Privatschulen wie die Halifax Grammar School angesiedelt.

### Medien
Eine der wichtigsten und größten Tageszeitungen sowohl in Halifax als auch in der gesamten Provinz ist The Chronicle Herald. Die Zeitung wird an Zeitungsständen, online sowie durch Heimlieferungen vertrieben. Eine weitere Tageszeitung ist die Metro Halifax. The Coast ist eine wöchentlich erscheinende und gratis verteilte Zeitung in der größeren Umgebung von Halifax. Daneben befinden sich mehrere Radiosender wie The Bounce 101.3FM und CBC Radio sowie regionale Fernsehsender von CTV, CBC und Global TV, die aktuelle regionale Informationen ausstrahlen. Halifax ist an das digitale Kabelnetz angeschlossen, welches von Bell und EastLink angeboten wird, und somit können Fernsehsender aus ganz Kanada und teils aus den USA empfangen werden.

### Öffentliche Einrichtungen

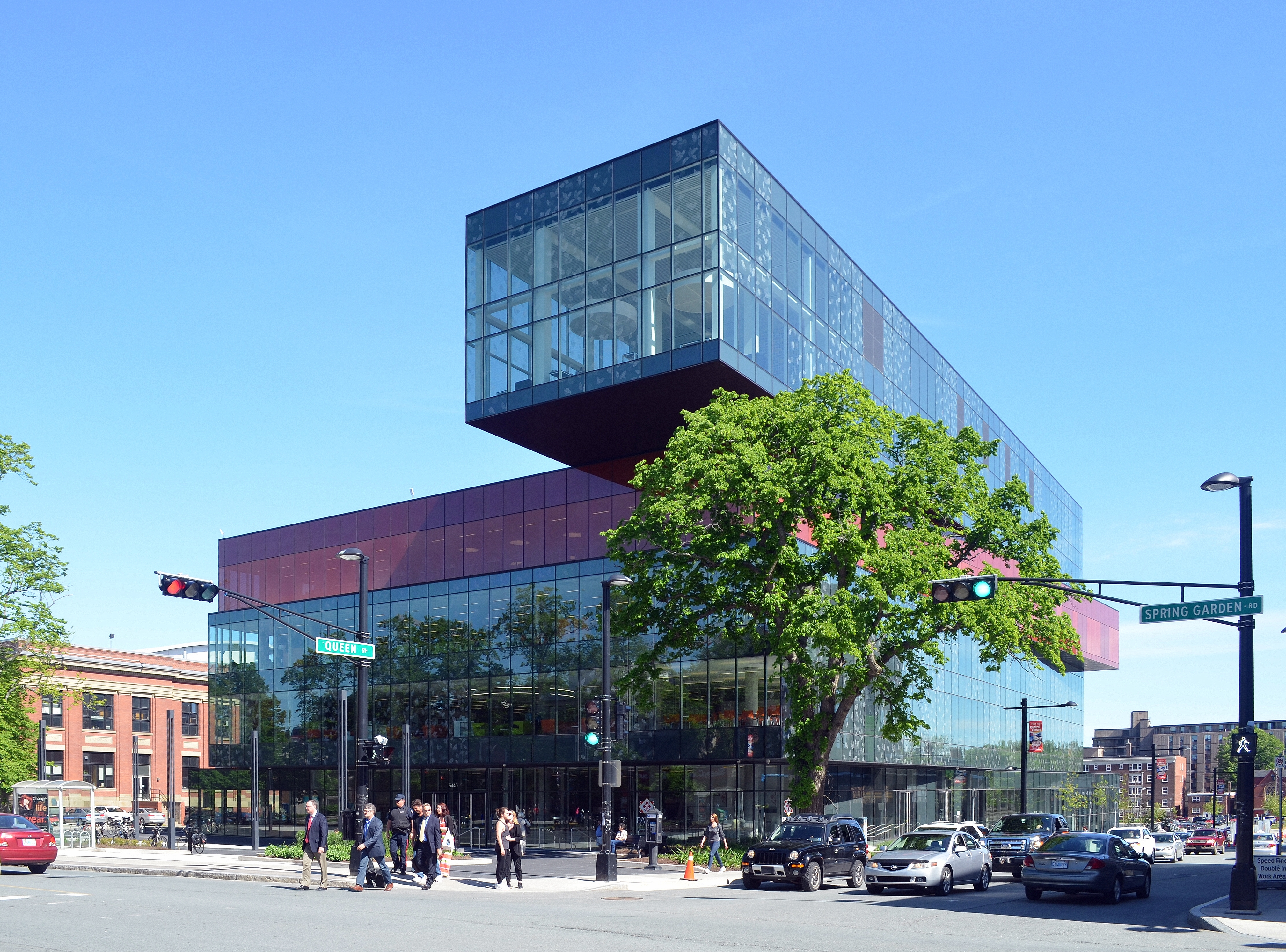
Zentralbibliothek in Halifax (Sommer, 2015).

Für die öffentliche Sicherheit sind die 615 Beamten und 321 Zivilangestellten der Halifax Regional Police zuständig. Die Polizei verfügt über acht Dienststellen und ist in drei Bezirke unterteilt. Die Beamten werden zu gegebenen Anlässen von der kanadischen Bundespolizei der Royal Canadian Mounted Police (RCMP) unterstützt.
Halifax verfügt über fünf Krankenhäuser, die auch für die umliegenden Vororte zuständig sind. Das Dartmouth General Hospital
ist das größte Krankenhaus in der Stadt. Weitere Krankenhäuser sind das Eastern Shore Memorial Hospital, IWK Health Centre, Nova Scotia Hospital und das Queen Elizabeth II Health Sciences Centre.
Das Netzwerk der Stadtbibliothek hat 14 Teilbibliotheken. Besonders sehenswert ist die 2014 fertiggestellte Zentralbibliothek. Sie hat eine öffentlich zugängliche Dachterrasse mit Meerblick, und eine futuristisch anmutende Architektur, die viel Tageslicht ins Innere lässt.

## Sehenswürdigkeiten

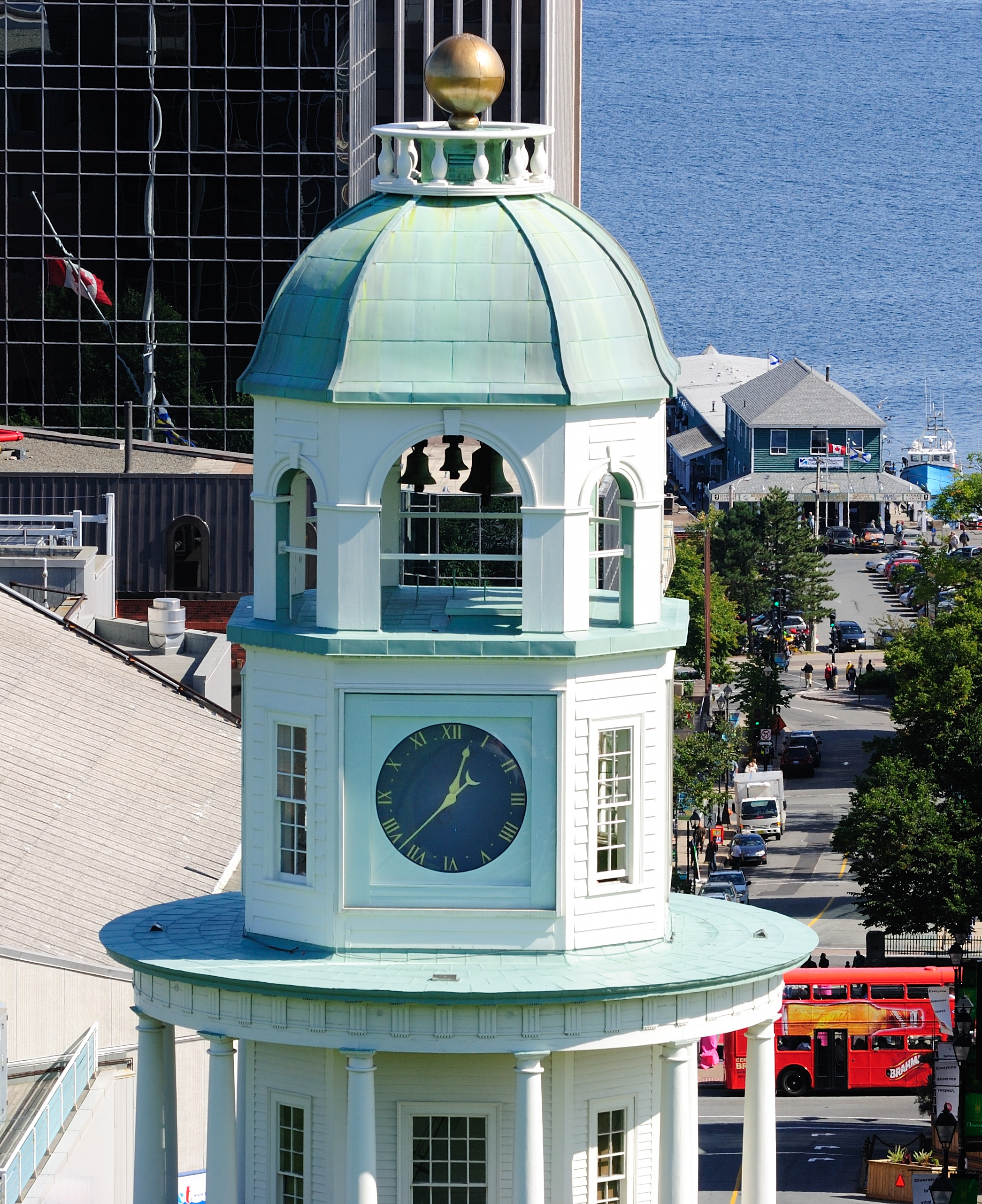
Wahrzeichen der Stadt: Uhrturm von Halifax

Die wichtigste Sehenswürdigkeit bildet die sternförmige Zitadelle (Fort George) im Zentrum der Stadt auf einer Anhöhe namens Citadel Hill. In deren unmittelbarer Nähe befindet sich das von 1811 bis 1818 errichtete Province House, der Uhrturm von Halifax Old Town Clock, die Halifax City Hall und die Art Gallery of Nova Scotia. Neben dem 75 Hektar umfassenden Point Pleasant Park, der auf der Südspitze der Halifax-Halbinsel liegt und in dem einige militärhistorische Gebäude stehen, ist auch der im viktorianischen Stil angelegte Halifax Public Garden, der bereits seit 1867 als öffentlicher Park in der Innenstadt besteht, sehenswert. Weitere wichtige Gebäude sind Purdy’s Wharf, die St. Mary’s Basilica, St. Paul’s Church und das Halifax Metro Centre.
Pier 21 war ein bedeutender Ankunftsort für Einwanderer bis in die 1950er Jahre und ist heute ein Museum und eine nationale historische Stätte. Das Maritime Museum of the Atlantic liegt nahe der Zitadelle am Hafen und ist eines der bedeutendsten Museen dieser Art. Zur Ausstellung gehören Museumsschiffe und Überbleibsel der Titanic.
In Halifax sind 121 Opfer der Titanic-Katastrophe von 1912 auf dem Fairview Cemetery bestattet worden. Weitere 29 Opfer liegen auf dem Mount Olivet Cemetery und dem Baron de Hirsch Cemetery in Halifax.

## Verkehr

### Luftverkehr
Der Halifax International Airport (IATA-Code: YHZ, ICAO-Code: CYHZ) ist das Hauptluftdrehkreuz der atlantischen Provinzen mit etwa 160 täglichen Abflügen zu 38 nordamerikanischen und internationalen Zielen. Der Flughafen befindet sich in Enfield, etwa 35 km von Downtown Halifax und etwa 30 km von Dartmouth entfernt.
Das Umsatzaufkommen am Flughafen beläuft sich auf etwa drei Millionen Passagiere sowie etwa 79.000 Flugbewegungen pro Jahr. Neben Linienflügen existieren auch viele saisonale Verbindungen.

### Eisenbahnverkehr
Für Passagiere existieren Zugverbindungen in den Westen Kanadas und zu US-Amtrak-Zügen. Dreimal wöchentlich verbindet der Via Rail Zug The Ocean/L'Océan Halifax mit Québec (Stadt) und Montréal.

### Individualverkehr

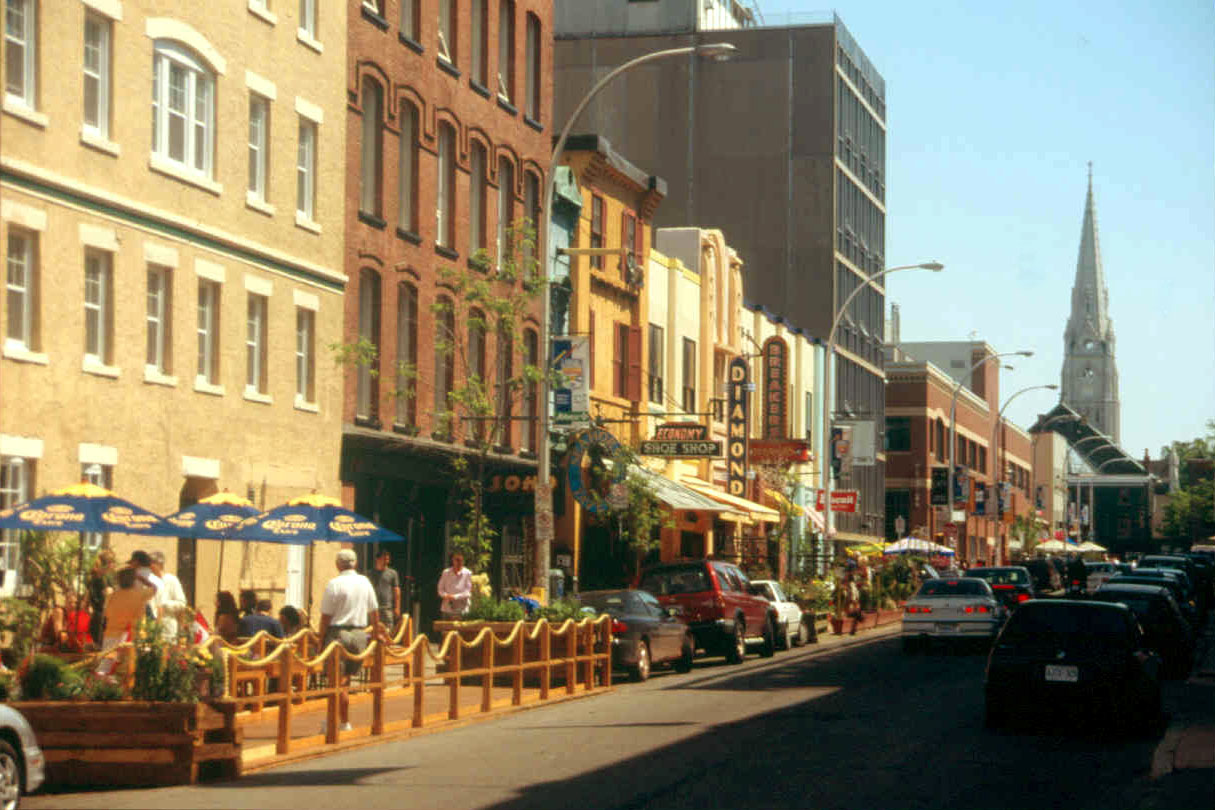
Argyle Street in Downtown Halifax

Für Autofahrer gibt es verschiedene Möglichkeiten, Halifax zu erreichen:
- Aus dem Norden und vom Flughafen ist Route 102 der direkte Zubringer nach Halifax.
- Von der Ostküste verbindet die Route 107 zum Highway 111, der über die A. Murray MacKay Bridge ebenfalls ein Zubringer für die Kernstadt ist.
- Von der Südküste und Yarmouth sind die Routen 3 und 103 die Verbindungsstrecken.
- Route 101 kommt vom Annapolis Valley, ist aber ebenfalls als Route aus Yarmouth geeignet.
- Reisende aus den USA können Halifax entweder über New Brunswick oder eine der direkten Bootsverbindungen aus Maine nach Yarmouth erreichen.

### Busverkehr
Maritime Bus hat gute Verbindungen innerhalb von Nova Scotia, New Brunswick und Prince Edward Island (PEI). Diese Firma hat jetzt auch Service in Quebec, so wie die Linien nach Quebec-Stadt und Montreal. Sie hat die Hauptlinie von der ungenutzten Firma „Acadian Lines“ übernommen, als sie in Konkurs gegangen ist.

### Fährverkehr

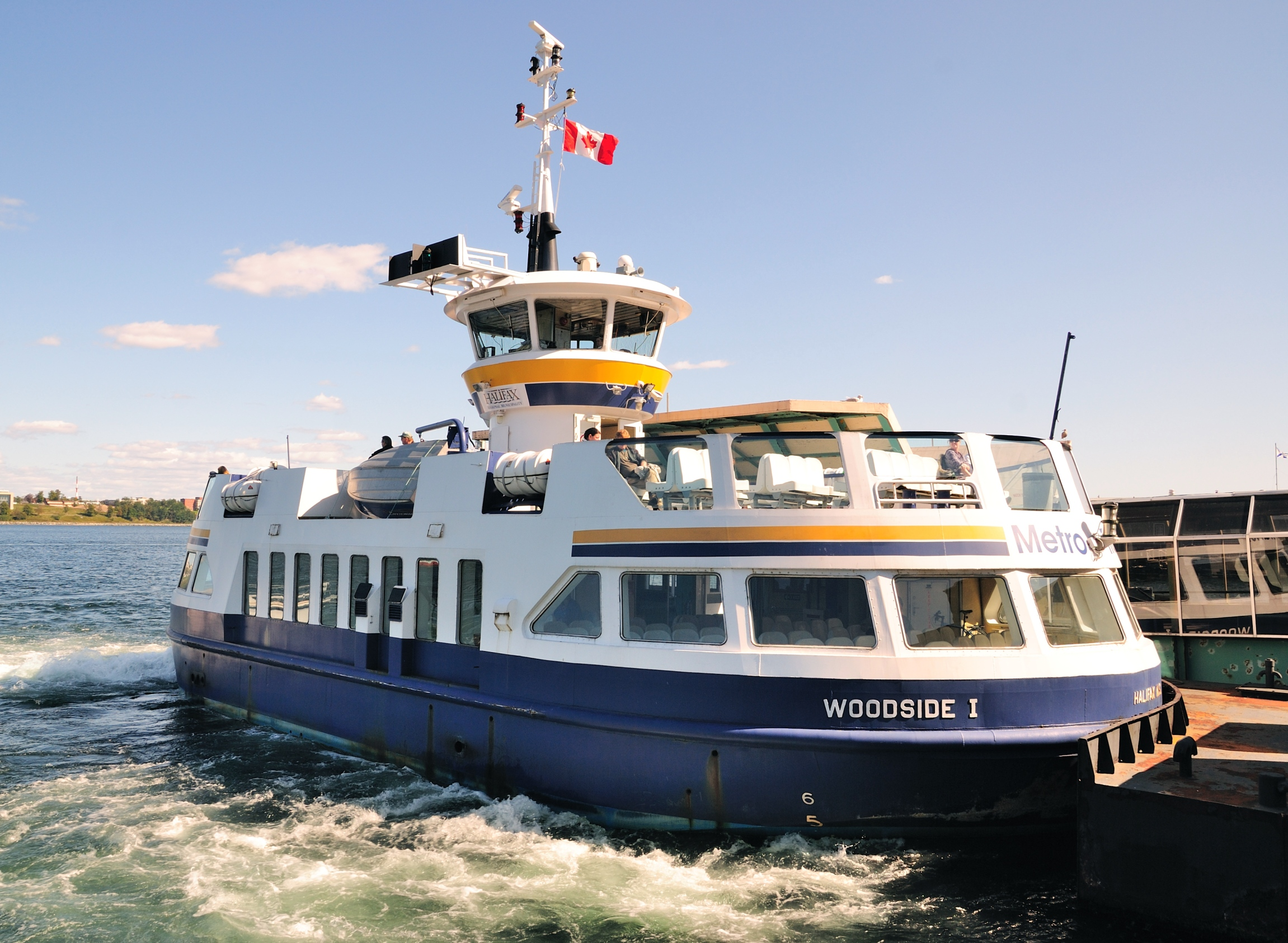
Fähre nach Dartmouth

1752 wurde eine Fährverbindung zwischen Halifax und Dartmouth am gegenüberliegenden Ufer eingerichtet, die als „Dartmouth Ferry“ die älteste bis heute betriebene Salzwasserfähre Nordamerikas ist. Im Jahr 2002 wurde das 250-jährige Bestehen der Fährverbindung gefeiert. Eingerichtet wurde die Verbindung zwischen Dartmouth und Halifax, um die Garnison von Halifax mit Lebensmitteln und Eis für die Eishäuser zu versorgen. Bis 1955, als die Angus L. Macdonald Bridge eröffnet wurde, war die Fähre die einzige Direktverbindung zwischen Halifax und Dartmouth. Heute ist die Fähre in den ÖPNV der HRM eingegliedert.

### Schiffsverkehr
Es gibt verschiedene Wasserverbindungen nach Halifax bzw. Nova Scotia. Neben den unten gelisteten Linienverbindungen wird Halifax von Kreuzfahrtschiffen verschiedener Reedereien angelaufen. Im Bereich des Pier 21, das schon früher Terminal für Transatlantikverbindungen war, können drei bis vier Schiffe anlegen.
Wasserverbindungen nach Halifax/Nova Scotia
- Bay Ferries Ltd. von Bar Harbor, Maine nach Yarmouth, Nova Scotia (Juni bis Oktober)
- Bay Ferries Ltd. von Saint John, New Brunswick nach Digby, Nova Scotia (ganzjährig)
- Scotia Prince Cruises von Portland, Maine nach Yarmouth, Nova Scotia (30. April bis 6. November)
- Northumberland Ferries Ltd. von Wood Islands, Prince Edward Island nach Yarmouth, Nova Scotia (März bis Dezember)
- Marine Atlantic von Port aux Basques und Argentia, Neufundland nach North Sydney, Nova Scotia (Mitte Juni bis Mitte Dezember)

## Partnerstädte
- Hakodate,  Japan
- Campeche,  Mexiko
- Norfolk,  Vereinigte Staaten